# Berenice Abbott
Berenice Abbott, född 17 juli 1898 i Springfield i Ohio, död 9 december 1991 i Monson i Maine, var en amerikansk fotograf.
Abbott är ihågkommen mest för att ha bevarat fotografiska verk av fransmannen Eugène Atget och för sina fotografiska dokumentation av det sena 1930-talets New York. På 1920-talet hade hon en egen ateljé i Paris och gjorde ett stort antal porträtt av parisiska konstnärer, författare och aristokrater. Hon experimenterade senare med fotografiska illustrationer för vetenskapliga ändamål.
Abbott var kortvarigt student vid Ohios statsuniversitet innan hon 1918 flyttade till New York, dit hon kom som student för att i fyra år lära sig skulptur och teckning. Hon förlängde studierna i Berlin och arbetade därefter 1923–1925 som mörkrumsassistent i Paris. I Frankrike kom hon i kontakt med fotografen Eugène Atget, vars fotografiska verksamhet då var okänt för omvärlden. Vid sin tillfälliga vistelse i den franska huvudstaden fotograferade hon en mängd kända personer som James Joyce, André Gide, Jean Cocteau, Max Ernst och Edna St. Vincent Millay. Då Eugène Atget avled 1927, räddade Abbott dennes fotografiska kvarlåtenskap från att falla i glömska och förstöras. De följande åren arbetade hon för att främja intresset för fotografierna.
Abbott återvände 1929 till New York och lade märke till stadens snabba modernisering. Hon fick offentlig anställning 1935 att fotografiskt dokumentera New Yorks arkitektoniska förändring. Fotografierna utkom 1939 och i nyutgåva 1973. På 1940- och 1950-talen var Abbott verksam som pedagog inom fotografi. Hon tog en mängd fotografier ur sin omgivning, som fotograferingen av landsvägen mellan Florida och Maine. Från 1968 var hon bosatt i Maine, där hon inriktade sig på att ge ut sina böcker i tryck.

## Galleri

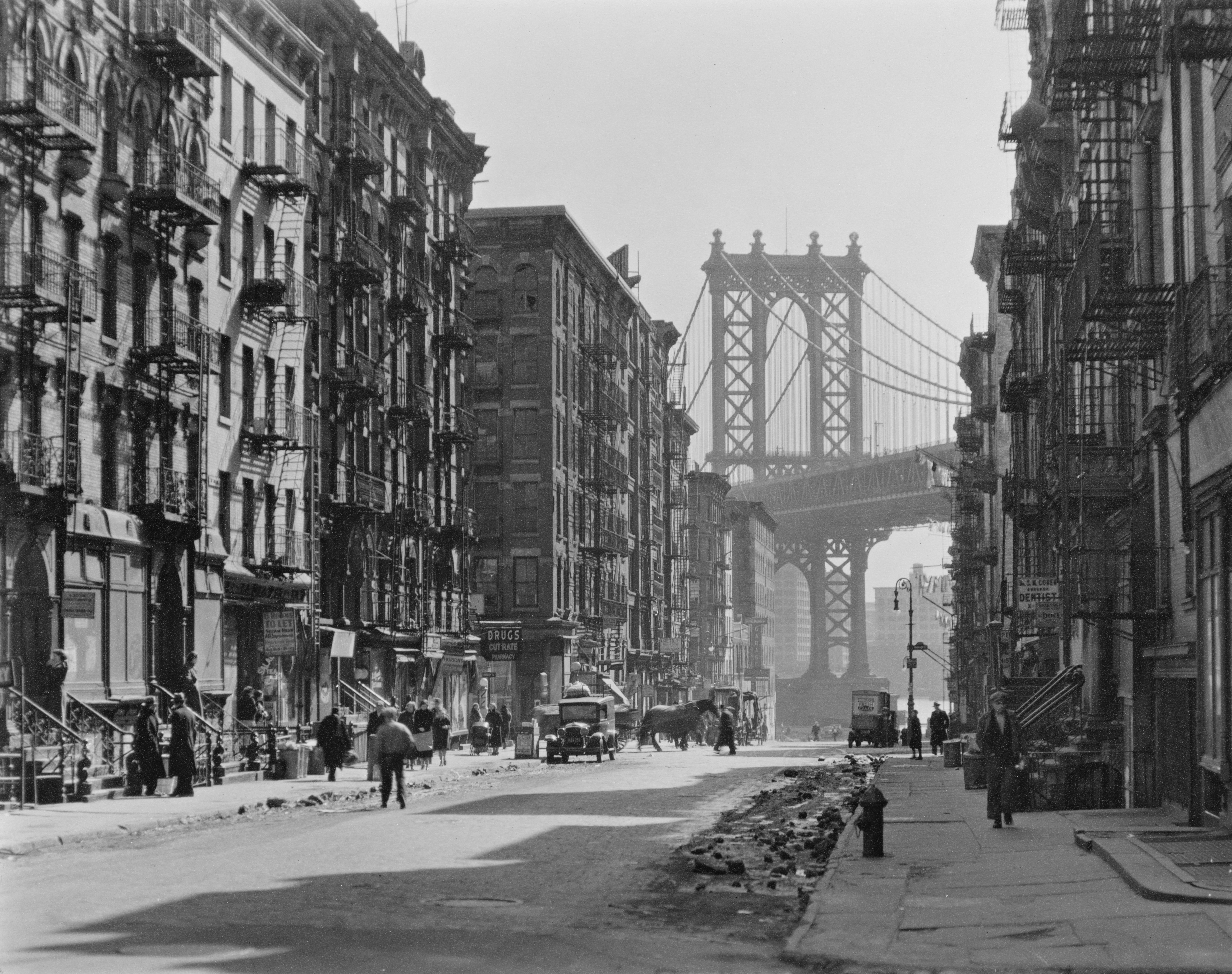
Pike Street och Henry Street, Manhattan 1936.
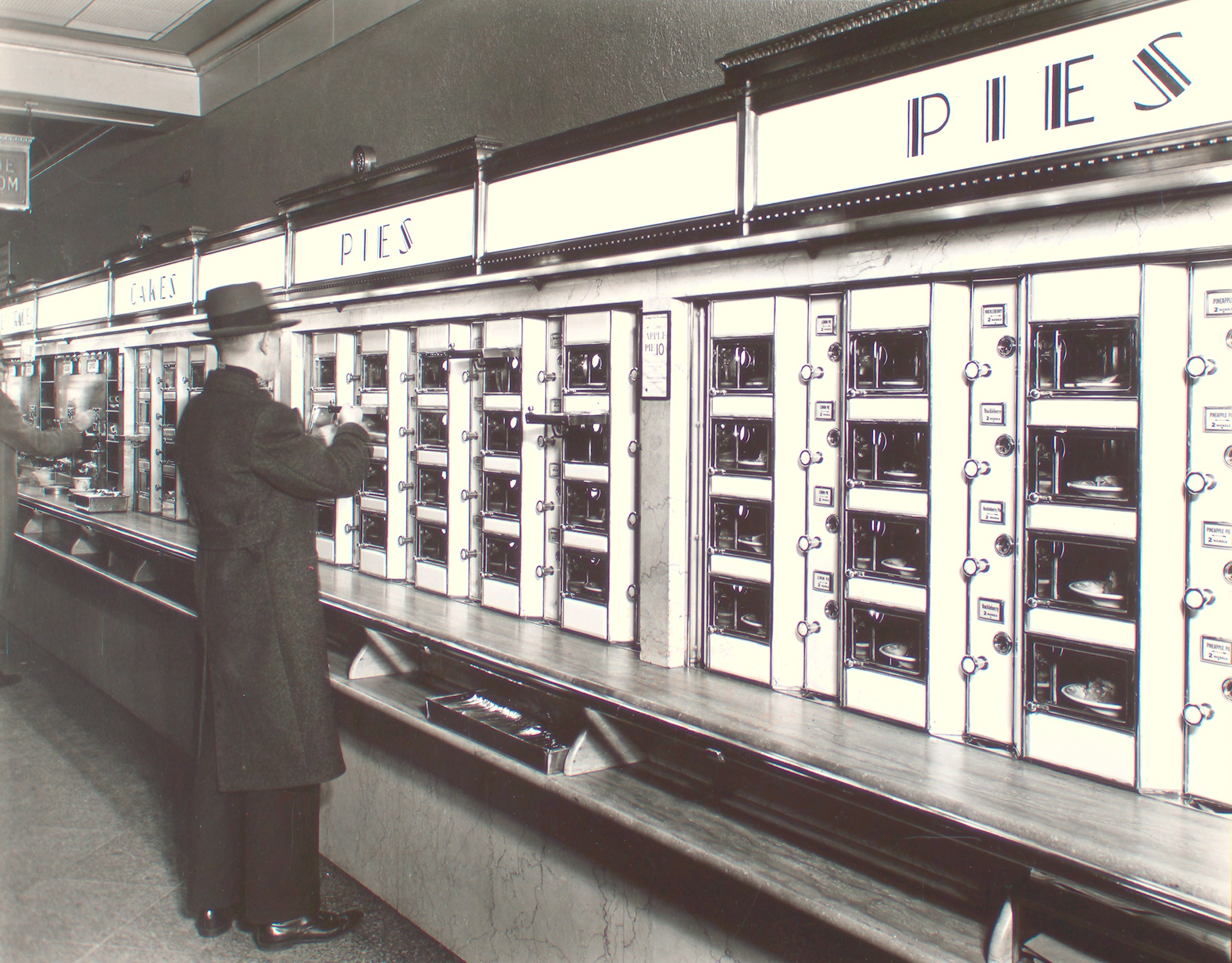
Automater på Manhattan 1936.
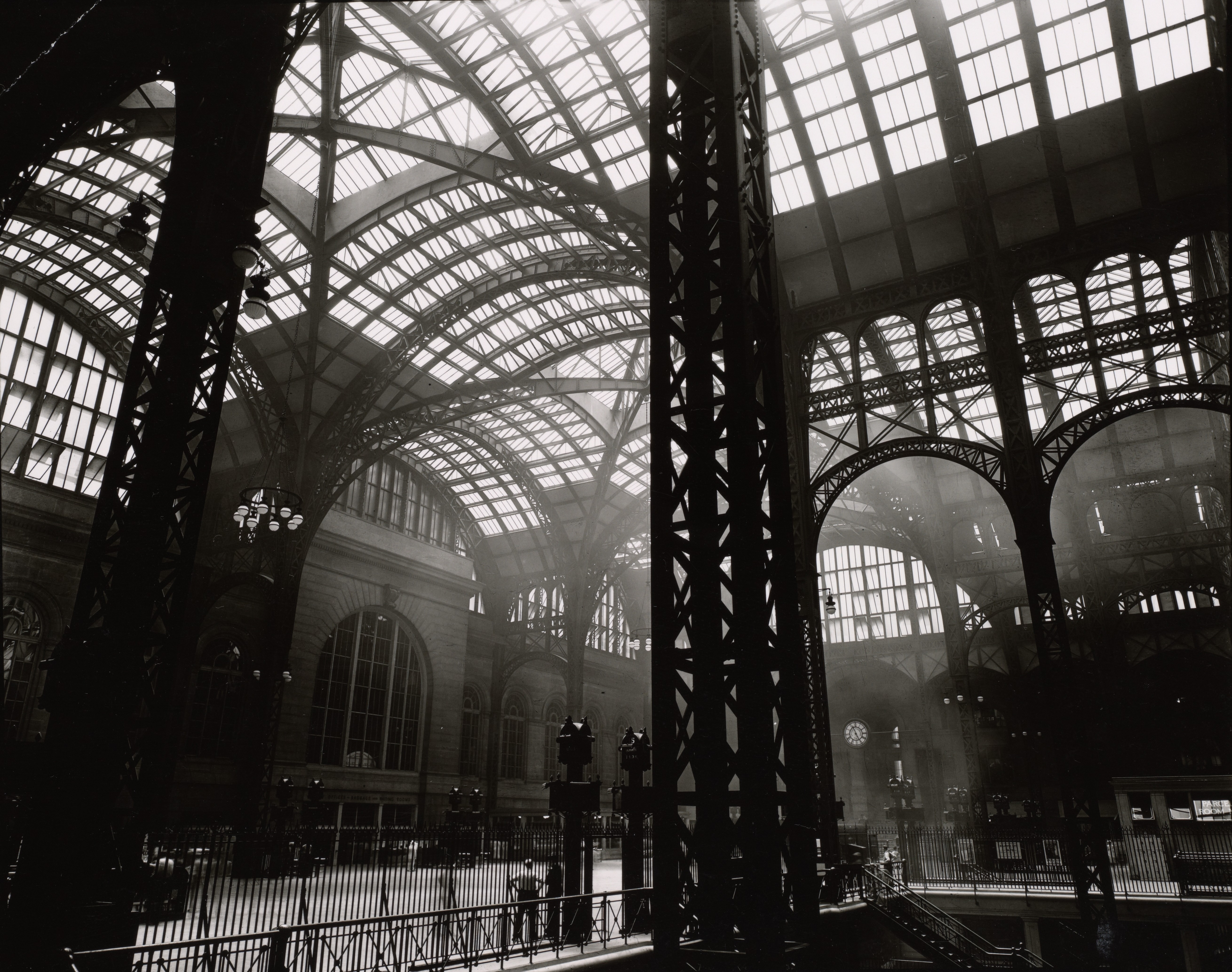
Pennsylvania Station 1936.
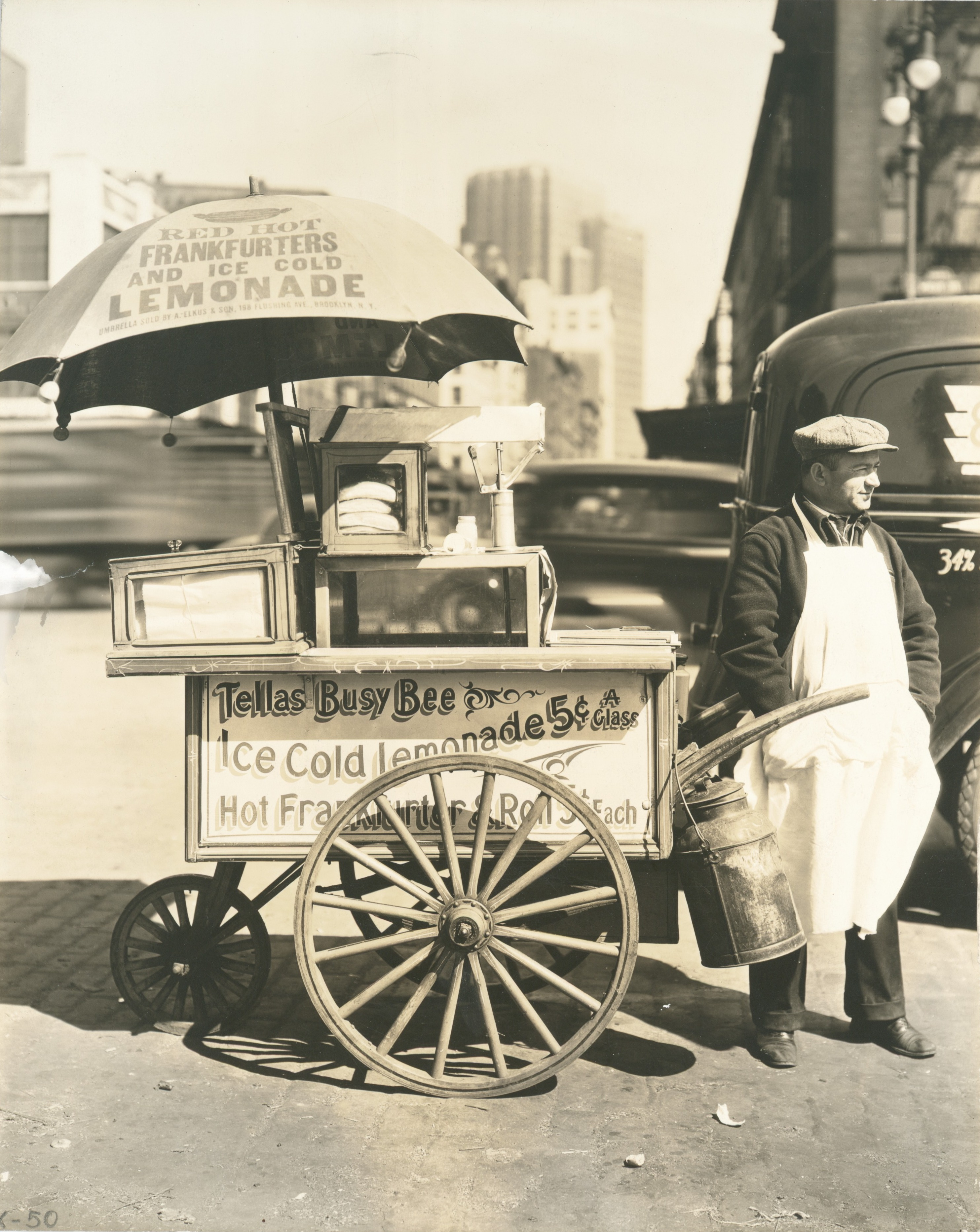
Korvgubbe på Manhattan 1936.
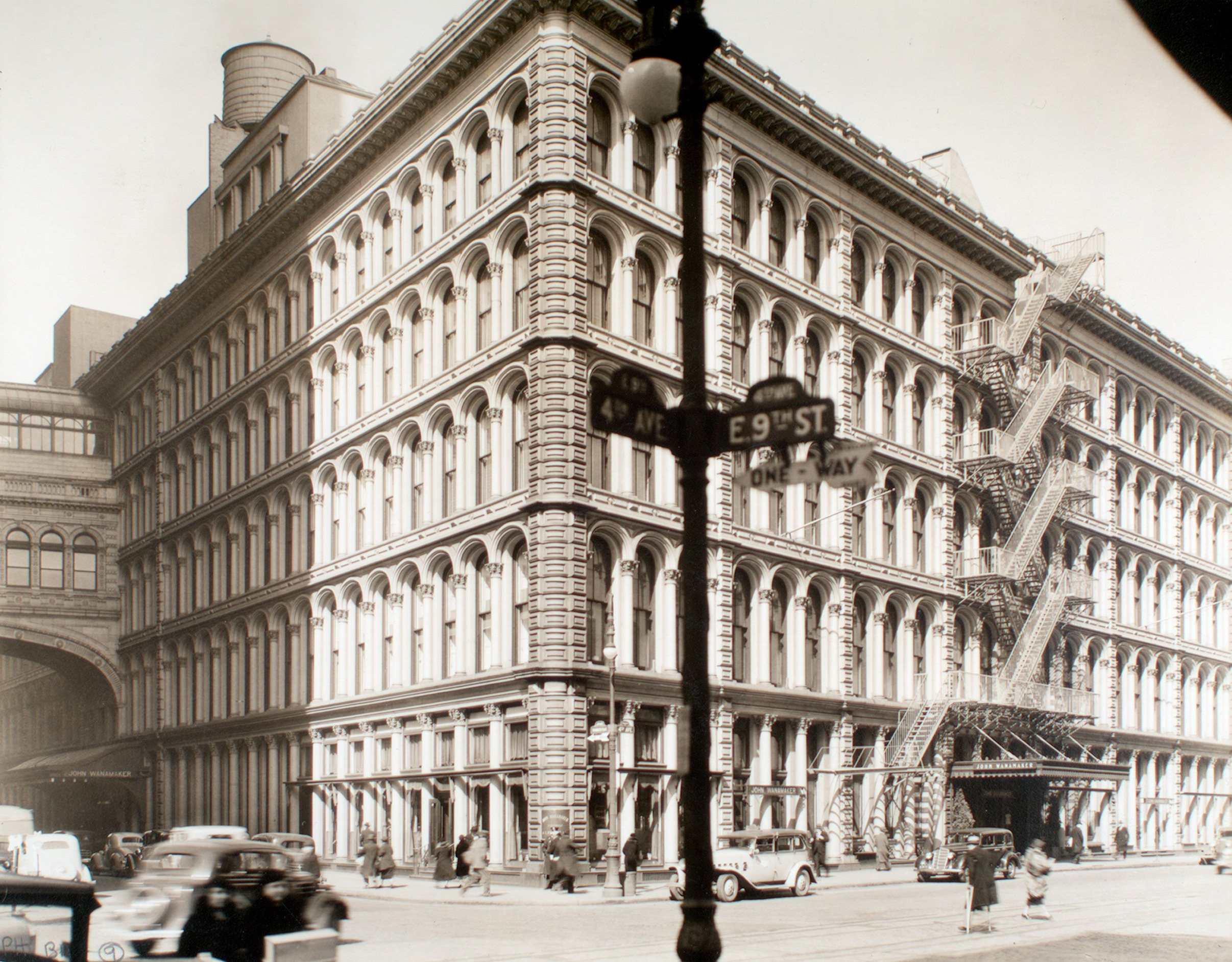
Wanamaker department store, Fourth Avenue 1936.
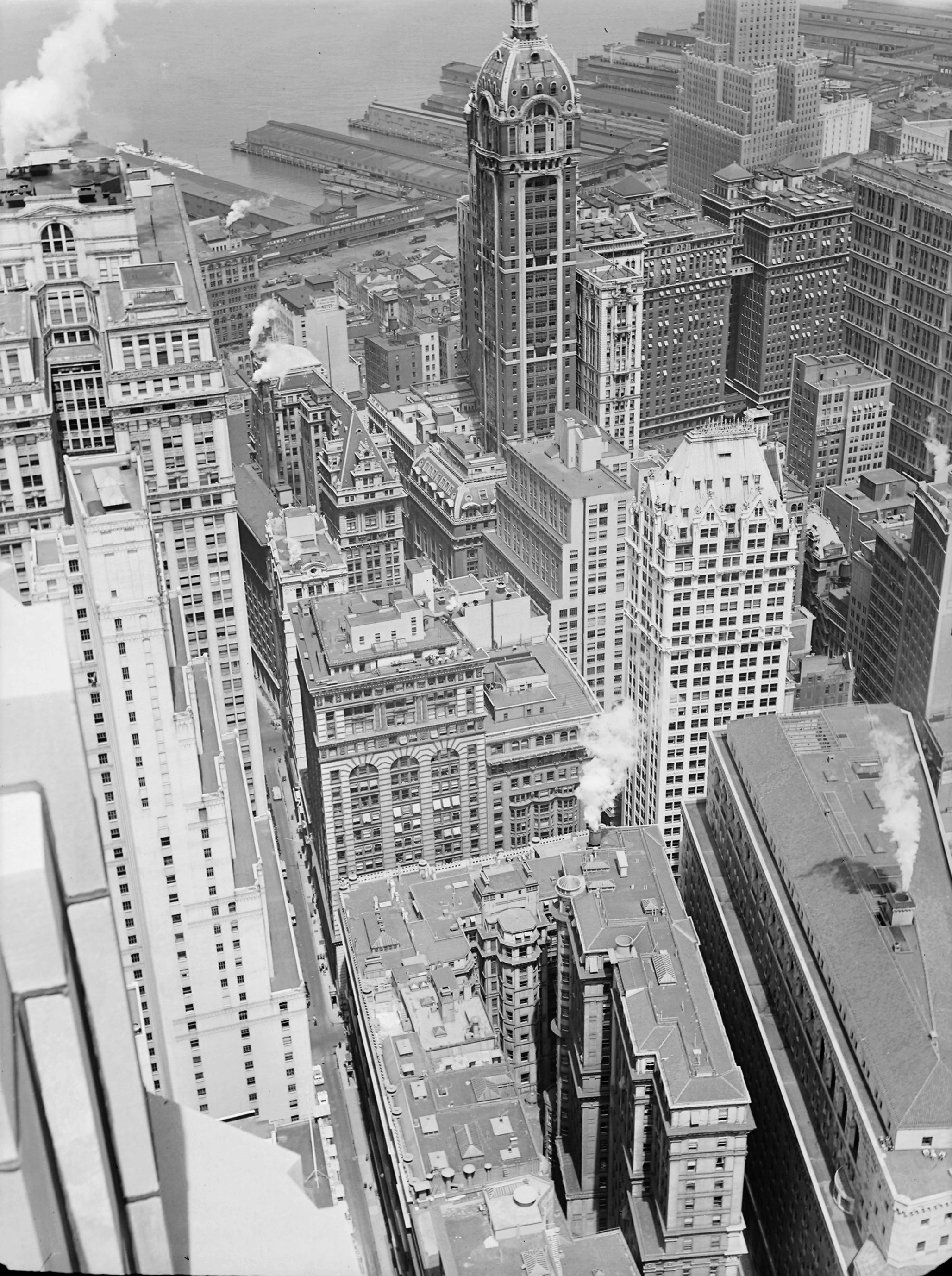
Finanskvarteren, Manhattan 1938.
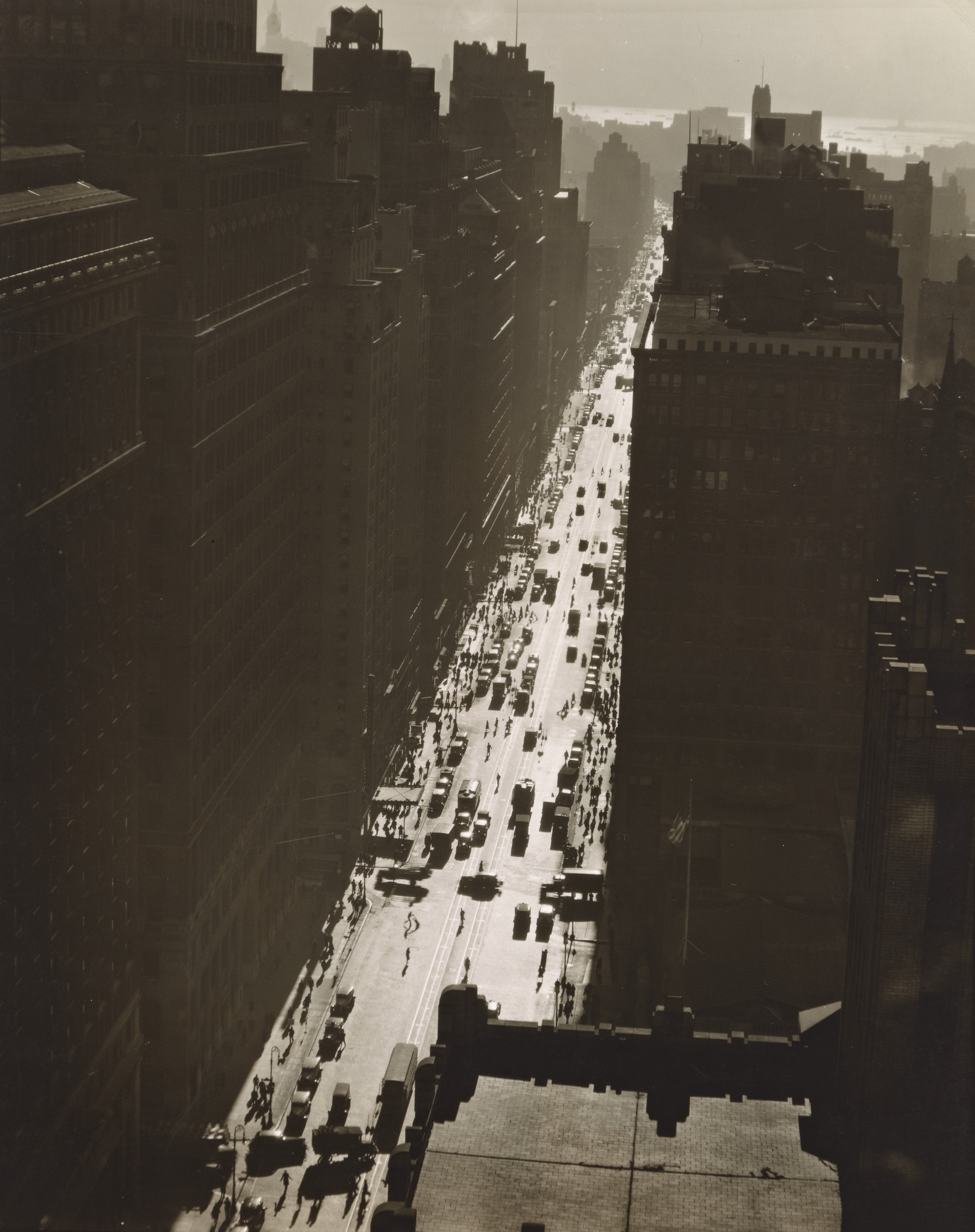
Seventh Avenue från 35th Street 1935.
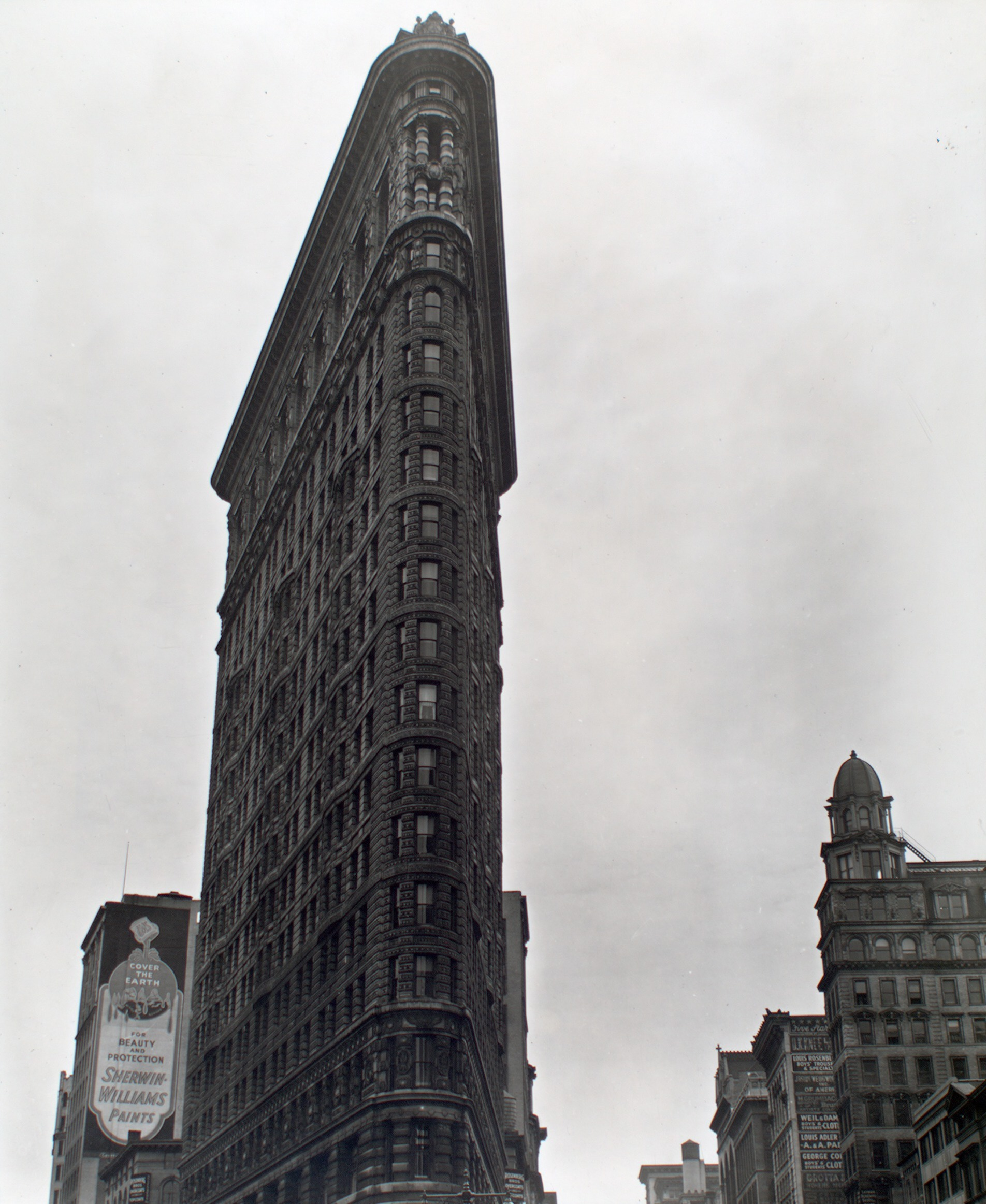
Flatiron Building 1938.
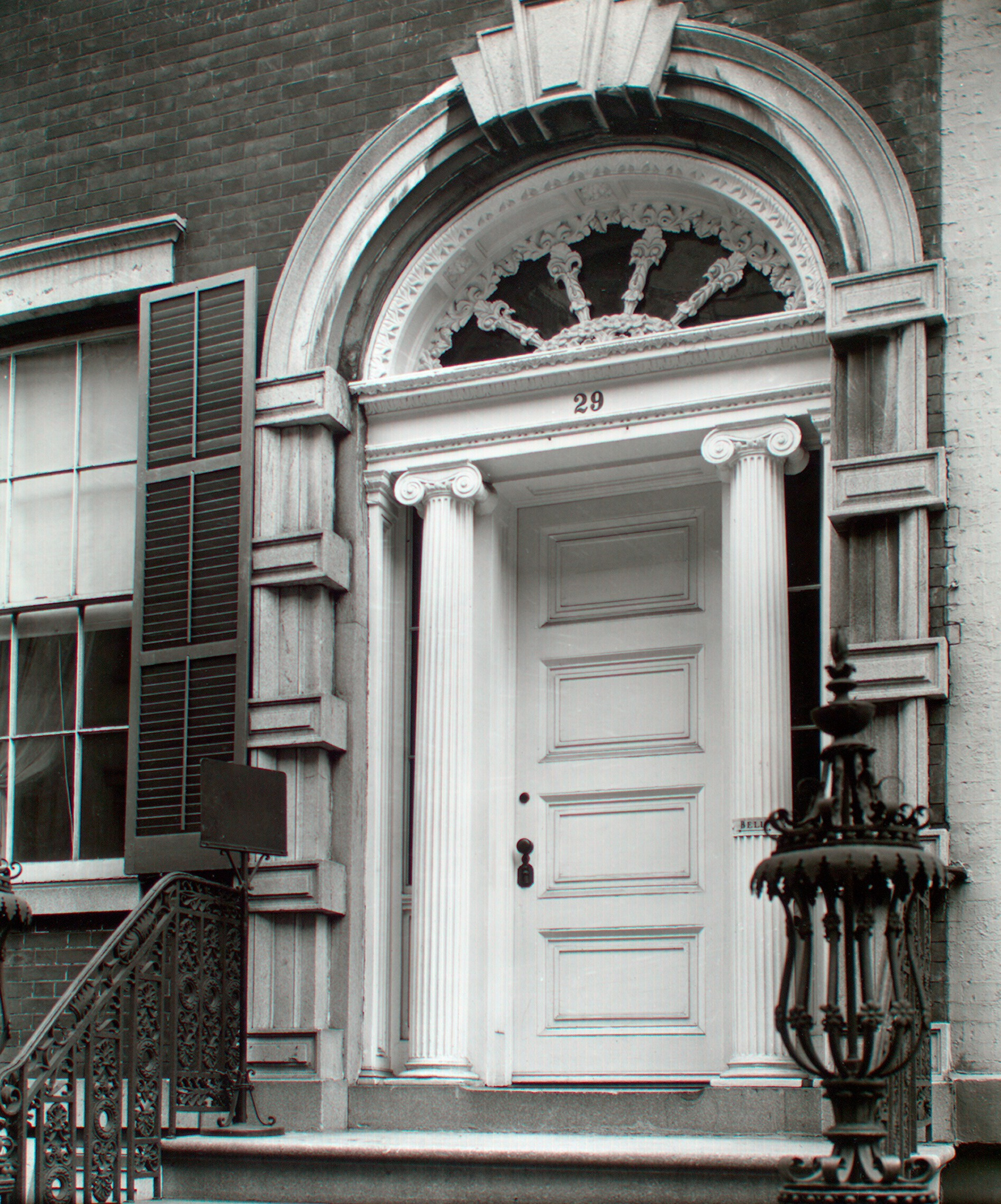
Entre vid East 4th Street, Manhattan 1937.
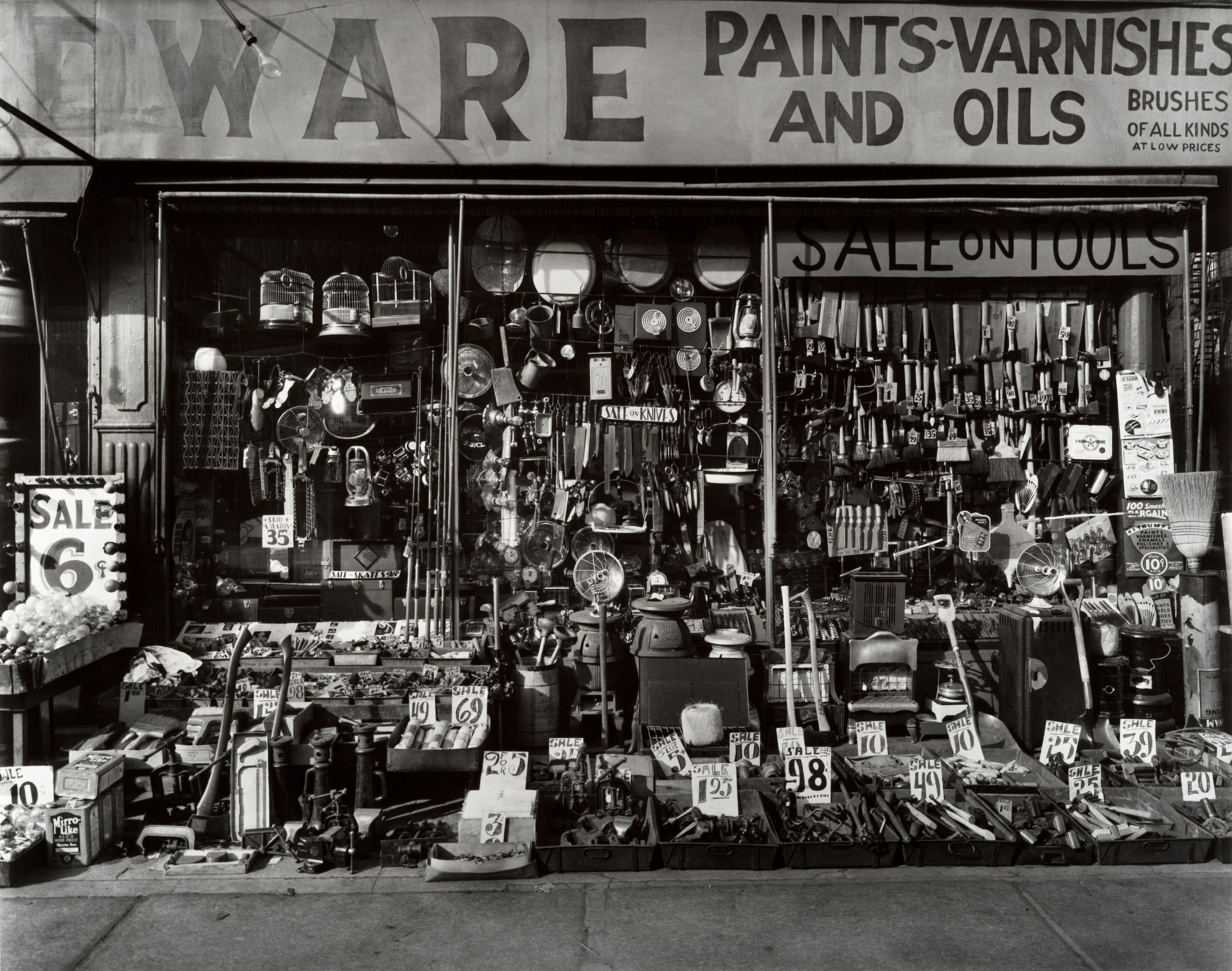
Hardware store, Bowery Manhattan 1938.
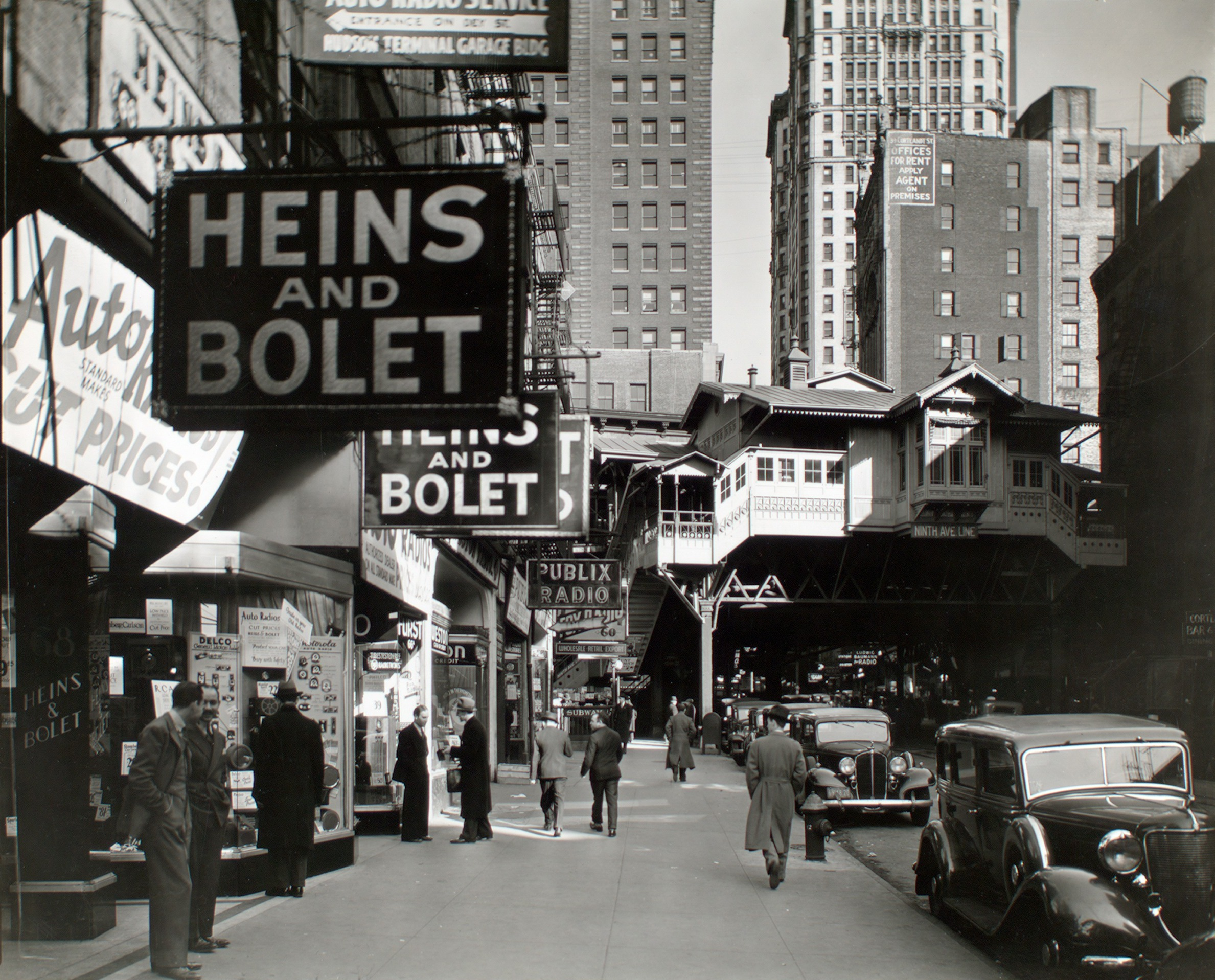
Radio Row på Cortlandt Street 1936.
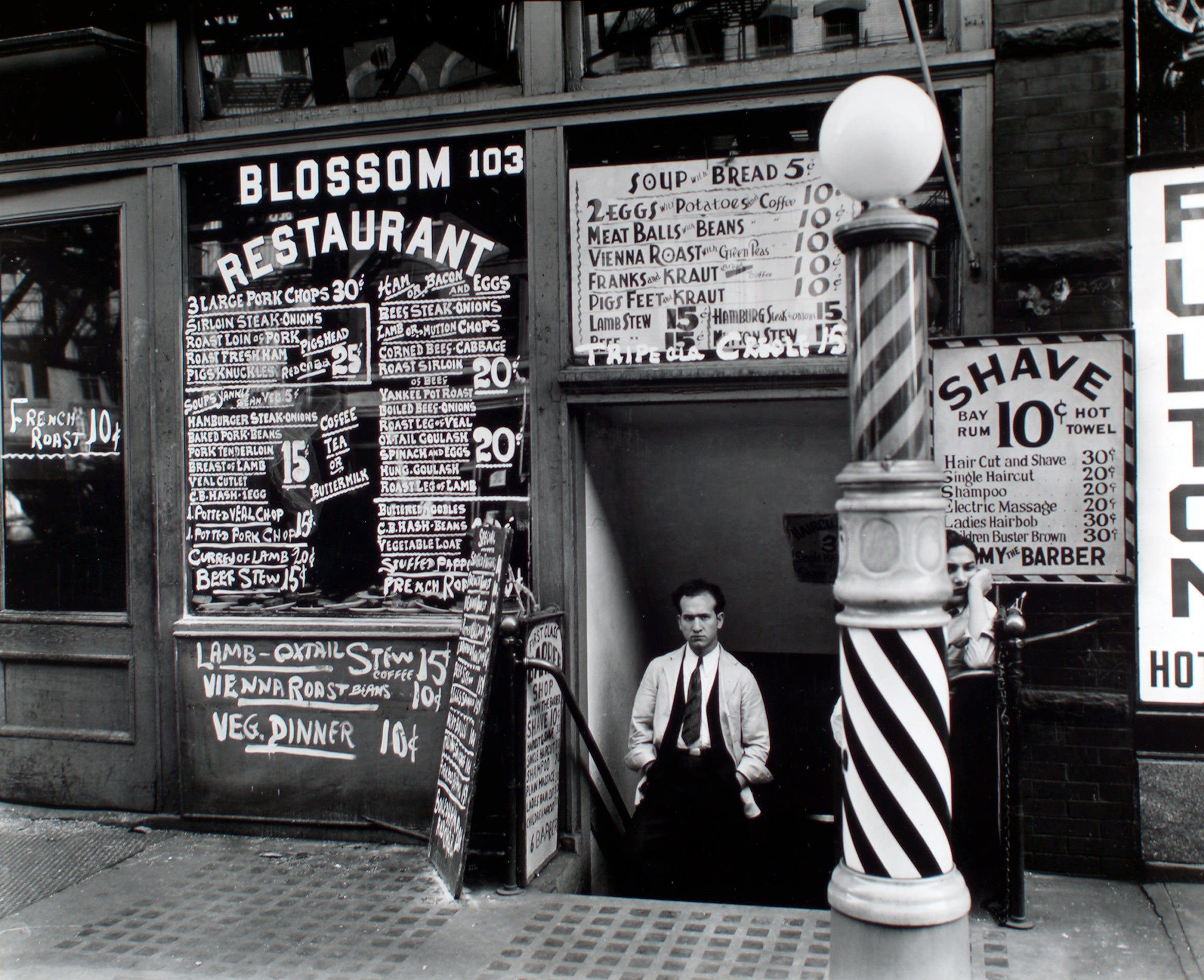
Bowery restaurang 1935.
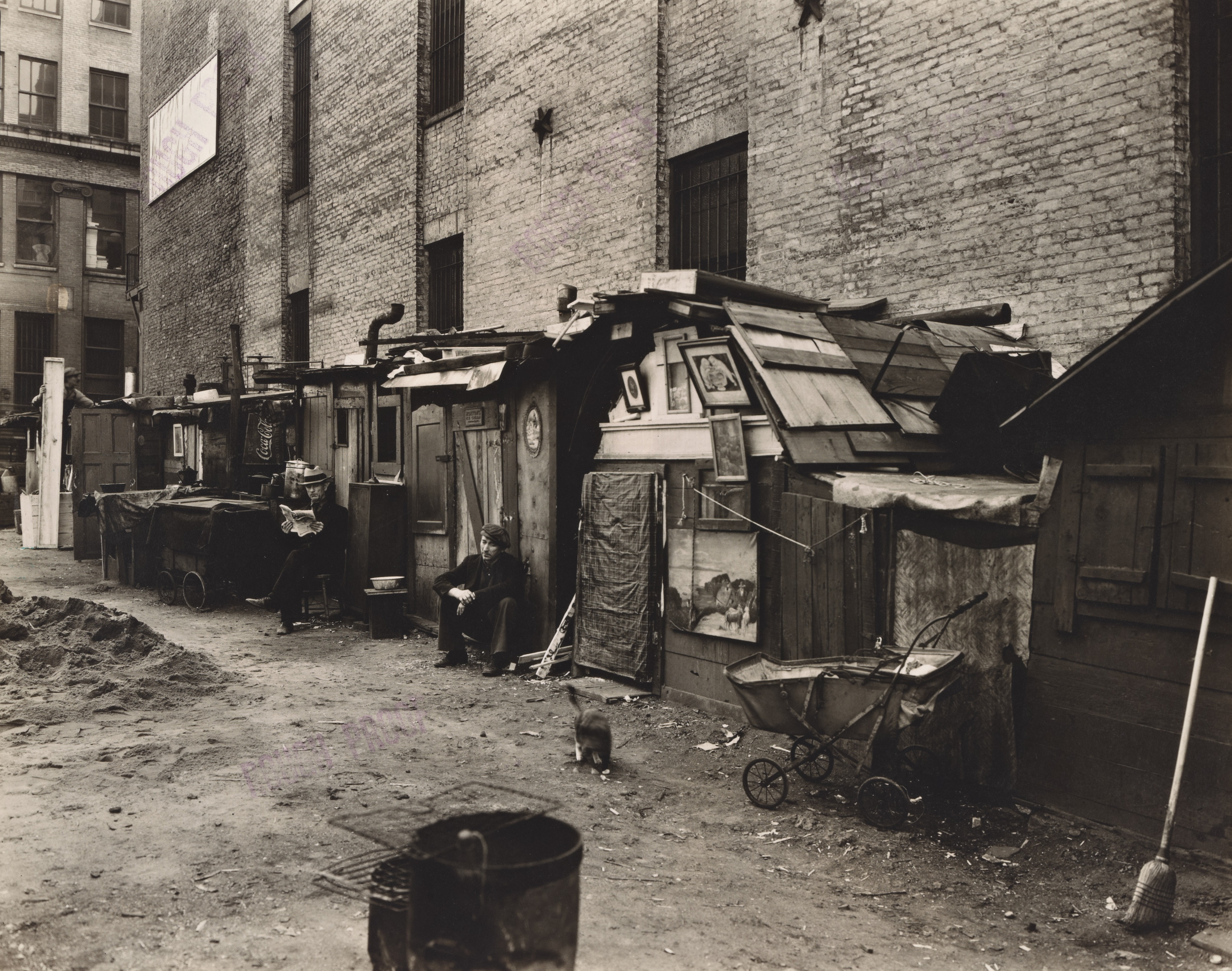
Hemlösa vid sina skjul, West Houston och Mercer Steet, Manhattan 1935.
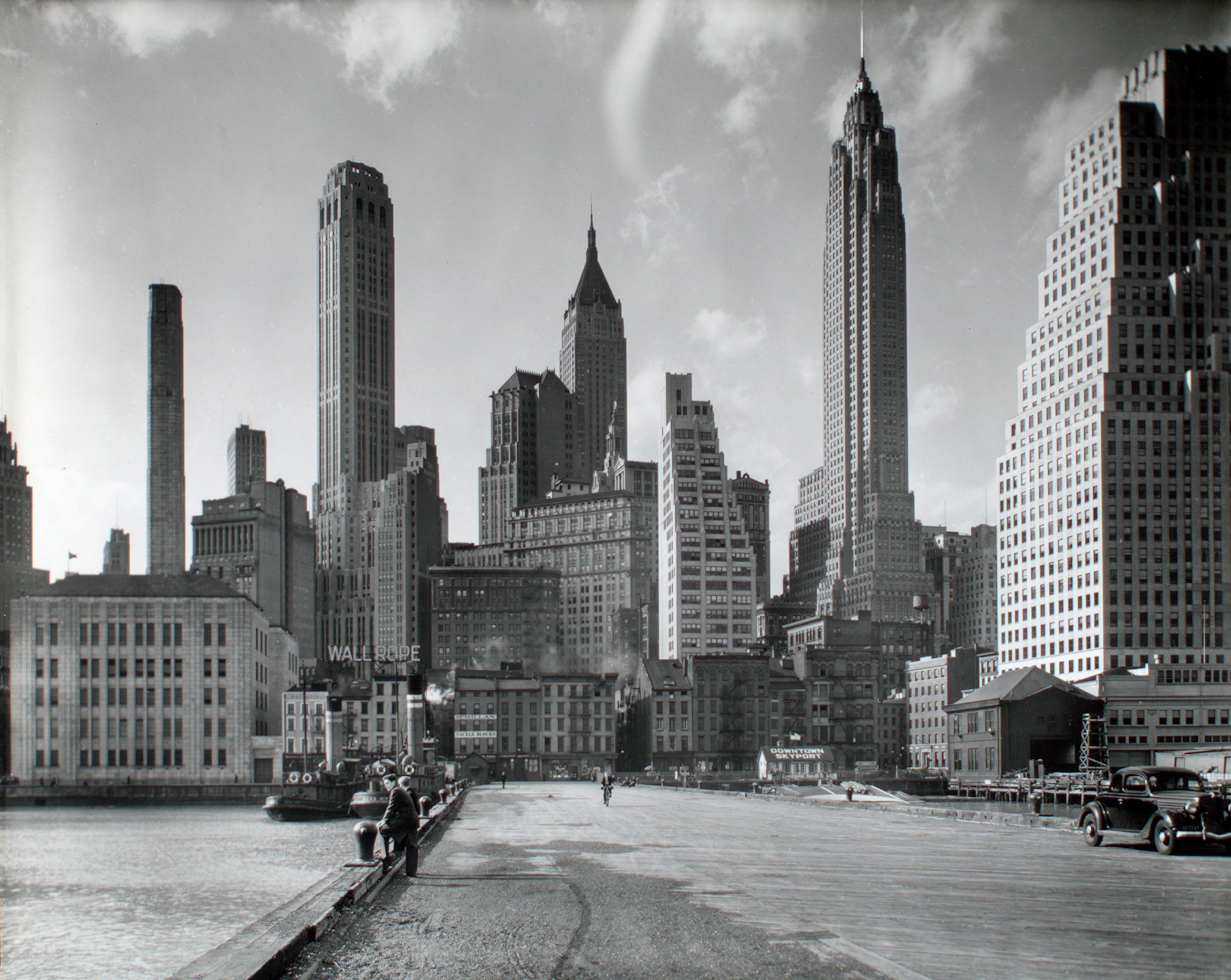
Manhattan Skyline 1936.